# Майчекрак (балка)
Майчекрак, Майчокрак (рос. Б. Майчекрак; б. Янчекрак) — балка (річка) в Україні у Великобілозерському й Верхньорогачицькому районах Запорізької й Херсонської областей. Ліва притока Білозерки (басейн Дніпра).

## Опис
Довжина балки приблизно 12,61 км, найкоротша відстань між витоком і гирлом — 10,22 км, коефіцієнт звивистості річки — 1,22. Формується багатьма балками та загатами. На деяких ділянках балка пересихає.

## Розташування
Бере початок на південно-східній околиці села Гюнівка. Тече переважно на північний захід через село Зелену Балку і на північно-західній околиці села Новопетрівка впадає в річку Білозерку, ліву притоку Дніпра (Каховське водосховище).

## Цікаві факти
- У XIX столітті над балкою були скотний двір і колонія[1].